# Sempukerep
Sempukerep is een bestuurslaag in het regentschap Wonogiri van de provincie Midden-Java, Indonesië. Sempukerep telt 3951 inwoners (volkstelling 2010).